# Henri Courtemanche
Henri Courtemanche PC (* 7. August 1916 in Mont-Laurier, Québec; † 19. März 1986) war ein kanadischer Rechtsanwalt und Politiker der Progressiv-konservativen Partei Kanadas, der Abgeordneter des Unterhauses und Mitglied des Senats sowie zeitweise Minister war.

## Leben
Martineau absolvierte nach dem Schulbesuch zunächst ein grundständiges Studium, das er mit einem Bachelor of Arts (B.A.) abschloss. Ein darauf folgendes Studium der Rechtswissenschaften beendete er mit einem Bachelor of Laws (LL.B.) und war nach seiner anwaltlichen Zulassung als Rechtsanwalt tätig. 
Courtemanche wurde als Kandidat der Progressiv-konservativen Partei bei der Unterhauswahl vom 27. Juni 1949 im Wahlkreis Labelle erstmals als Abgeordneter in das Unterhaus gewählt, verlor dieses Abgeordnetenmandat jedoch bereits bei der darauf folgenden Unterhauswahl am 10. August 1953. Bei der Wahl vom 10. Juni 1957 wurde er im Wahlkreis Labelle wiederum als Abgeordneter in das Unterhaus gewählt und gehörte diesem bis zu seinem Mandatsverzicht aus gesundheitlichen Gründen bis zum 20. Januar 1960 an. Während seiner Unterhauszugehörigkeit fungierte er vom 14. Oktober 1957 bis Februar 1958 als stellvertretender Sprecher des Unterhauses sowie zugleich als Vorsitzender der Ausschüsse des gesamten Unterhauses. 
Am 12. Mai 1958 wurde Courtemanche von Premierminister John Diefenbaker zum Staatssekretär für Kanada in das  18. Kabinett Kanadas berufen, dem er bis zu seinem Rücktritt aus gesundheitlichen Gründen am 20. Januar 1960 angehörte.
Nach seinem Ausscheiden aus Regierung und Unterhaus wurde er am 20. Januar 1960 auf Vorschlag von Premierminister Diefenbaker zum Senator für Québec ernannt und vertrat im Senat bis zu seinem Ausscheiden am 22. Dezember 1961 den Senatsbezirk Rougemont.
Anschließend zog er sich aus der Politik zurück und war wieder als Rechtsanwalt tätig.